# ويلسون رودريغوس دي مورا جونيور
ويلسون رودريغوس دي مورا جونيور (بالبرتغالية: Wilson Rodrigues de Moura Júnior‏) هو لاعب كرة قدم برازيلي في مركز حراسة المرمى، ولد في 31 يناير 1984 في سانتو أندريه في البرازيل. لعب مع نادي أولاريا أتلتيكو ونادي فلامنغو ونادي فيتوريا ونادي فيغورينسي ونادي كوريتيبا.

## وصلات خارجية
- ويلسون رودريغوس دي مورا جونيور على موقع قاعدة بيانات كرة القدم.إي يو (الإنجليزية)
- ويلسون رودريغوس دي مورا جونيور على موقع Soccerway.com (الإنجليزية)